# Coccoloba acapulcensis
Coccoloba acapulcensis är en slideväxtart som beskrevs av Paul Carpenter Standley. Coccoloba acapulcensis ingår i släktet Coccoloba och familjen slideväxter. Inga underarter finns listade i Catalogue of Life.